# Rakșivka (Voloske), Dnipro
Rakșivka (în ucraineană Ракшівка) este un sat în comuna Voloske din raionul Dnipro, regiunea Dnipropetrovsk, Ucraina.

## Demografie
Componența lingvistică a localității Rakșivka
     Ucraineană (90,4%)
     Rusă (9,6%)
Conform recensământului din 2001, majoritatea populației localității Rakșivka era vorbitoare de ucraineană (90,4%), existând în minoritate și vorbitori de rusă (9,6%).